# Mount Verhage
Mount Verhage ist ein markanter Berg von 2450 m Höhe im ostantarktischen Viktorialand, der im Entstehungsgebiet des Smithson-Gletschers in den Bowers Mountains aufragt. 
Das Advisory Committee on Antarctic Names benannte ihn 1970 nach Leutnant Ronald Glenn Verhage (* 1939) von der United States Navy, Nachschuboffizier auf der McMurdo-Station im Winter 1967.